# الفيزياء الفلكية الذرية والجزيئية

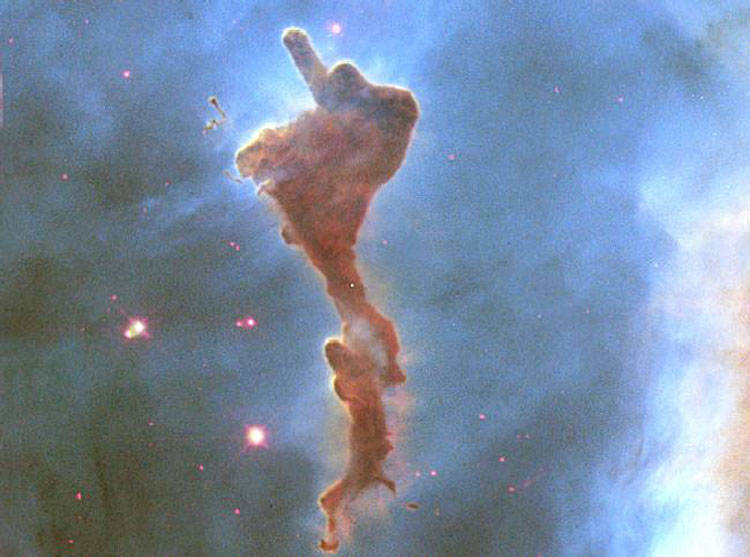
هذه الصورة تبعد سنتان ضوئيتان وتم التقاطها بواسطة تلسكوب هابل في 1999.

الفيزياء الفلكية الذرية تعنى بحسابات الفيزياء الذرية التي يستفيد منها علماء الفلك، وتُستَخدم هذه الحسابات لتفسير الملاحظات الفلكية . تلعب الفيزياء الذرية دوراً رئيساً في علم الفيزياء الفلكية.
حقّقت الفيزياء الفلكية الجزيئية تطوراً واضحاً بواسطة نظرية الكيمياء الفلكية على يد ألكسندر دالغرانو في عام 1967, درس مخاوف الانبعاثات من الجزيئات في الفضاء وهناك 110 جزيئات بين الأفلاك معروف الآن، هذه الجزيئات لها تحولات كبيرة يمكن ملاحظتها، فقد نلاحظ خط عند الامتصاص مثل الكوازارات ويظهر ذلك بانزياح خطوط حمراء.
- الطاقة الإشعاعية العالية مثل طاقةالأشعة فوق البنفسجية تكسر الروابط الجزيئية التي تربط الذرات داخل الجزيئ، إضافة إلى أنه تم العثور على جزيئات باردة في الفلك.
- معظم الكائنات الضخمة في المجرات عبارة عن سحب عملاقة من الجزيئات والغبار تسمى السحب الجزيئية العملاقة .في هذه السحب والسحب الأصغر منها تتشكل نجوم وكواكب ويعتبر تكون النجوم والكواكب أحد مجالات الدراسة في الفيزياء الفلكية , ويمكن العثور على الجزيئات في العديد من البيئات ,الأتموسفير يعد موقع مناسب مناسب جدا للأقمار الصناعية , وأغلب هذه المواقع باردة .
- دراسة انبعاث الجزيئات سهلة جدا من خلال دراسة انبعاث الفوتونات عند تحول الجزيئ وذلك بانتقاله إلى مستويات ذات طاقة أدنى .مثل :جزئ مستقر يتكون من ذرات الأكسجين والكربون , هو أول أكسيد الكربون|أكسيد الكربون CO , الطول الموجي للفوتون المنبعث منه 2.6 ملم أو 115جيجا هيرتز هذا التردد أعلى بألف مرة من تردد راديو FM
- جزيئات الأتموسفير تحجب مرور هذه الترددات العالية إلى الأرض(الماء هو المانع المهم في الغلاف الجوي) كما يجب بقاء التلسكوبات في منطقة جافة ومرتفعة وتكون ذات سطوح متقنة لنقل الصور بوضوح.

أعلنت ناسا في 21 شباط / فبراير من عام 2014 عن انشاءها قاعدة بيانات متطورة بشكل كبير لتتبع الهيدروكربونات العطرية متعددة الحلقات (PAHs) في الكون. ووفقًا للعلماء قد يوجد أكثر من 20٪ من الكربون في الكون في الهيدروكربونات العطرية متعددة الحلقات، وهي مواد يحتمل أنها شكلت الحياة. يبدو أن الهيدروكربونات العطرية متعددة الحلقات قد تشكلت بعد وقت قصير من الانفجار الكبير، وهي منتشرة في جميع أنحاء الكون وتوجد في النجوم الجديدة والكواكب خارج المجموعة الشمسية.